# Tornabuoni-Kapelle
Koordinaten: 43° 46′ 28,6″ N, 11° 14′ 58,4″ O
Die Tornabuoni-Kapelle (italienisch Cappella Tornabuoni) in der Florentiner Dominikanerkirche Santa Maria Novella dekorierte Domenico Ghirlandaio im Auftrag des Medici-Bankiers Giovanni Tornabuoni am Ende des 15. Jahrhunderts. Er ist einer der am besten erhaltenen Freskenzyklen aus dem Florenz des Quattrocento. In großformatigen Bildfeldern – je sieben Fresken an den Seitenwänden und der Stirnwand – sind die Lebenswege der Jungfrau Maria und Johannes des Täufers visuell nachzuvollziehen. Mit der Darstellung von zeitgenössischen Architektur- und Interieurelementen und insbesondere mit den zeitgenössischen Figuren, die die biblischen Szenen bevölkern, versetzt Ghirlandaio die heiligen Legenden ins frühneuzeitliche Florenz.

## Entstehung
Die Ausmalung der Hauptchorkapelle durch die Brüder Domenico und Davide Ghirlandaio und ihrer Werkstatt beanspruchte insgesamt vier Jahre (1486–1490). Die Motive der Freskengestaltung wurden zuvor in einem bis heute erhaltenen Vertrag zwischen dem Stifter und den Malern festgehalten. Der Vertrag ist datiert auf den 1. September 1485. Das Dokument wird im Florentiner Staatsarchiv (Archivio di Stato di Firenze) bewahrt. Darin wurde beschlossen, dass die Ghirlandaio-Brüder dem Stifter im Vorfeld eine Entwurfszeichnung von jedem Fresko vorzulegen hatten.
Begonnen wurde im Mai 1486. Zuerst wurde das Kreuzgewölbe mit der Darstellung der vier Evangelisten dekoriert. Um 1487 bis 1488 folgte – beginnend mit dem spitzbogigen Lünettenfeld – die Dekoration der linken Kapellenwand mit Szenen aus dem Leben Mariae. Nach der anschließenden Gestaltung der Stirnwand wurde von 1489 bis 1490 als letztes die rechte Kapellenwand mit Geschichten aus dem Leben Johannes des Täufers dekoriert. Die Enthüllung der Fresken fand am 22. Dezember 1490 statt, dem 62. Geburtstag des Stifters Giovanni Tornabuoni. Das Datum ist auf dem zuletzt ausgeführten Fresko Verkündigung an Zacharias zu lesen. Die Fensterarbeiten und das Altarbild wurden erst nachträglich erstellt.
Zwar wurde die Dominikanerkirche Santa Maria Novella im 16. Jahrhundert durch Vasari entscheidend umgestaltet, die Wände der Hauptchorkapelle jedoch sind in der Gestaltung Ghirlandaios erhalten, inklusive der dekorierten Glasfenster, der Chorbänke und der intarsierten Holzverkleidung. Die Tornabuoni-Fresken sind damit noch heute an ihrem ursprünglichen Ausstellungsort in der Hauptchorkapelle zu betrachten.

## Einordnung in Ghirlandaios Werk
Ghirlandaios Gesamtwerk umfasst sowohl sakrale als auch profane Bildthemen. In den sakralen Narrationen sind häufig zeitgenössische Portraitfiguren eingefügt. Die Tornabuoni-Kapelle ist einer dieser Freskenzyklen mit religiöser Motivik, die Portraits von Zeitgenossen darstellen. Weitere erhaltene Freskenzyklen mit eingefügten Zeitgenossen sind in der Vespucci-Kapelle in der Florentiner Kirche Ognissanti (um 1474), in der Kapelle zu Ehren der heiligen Fina in der Kollegiatkirche in San Gimignano (um 1477), in der Sixtinischen Kapelle im Vatikan (1481) und in der Sassetti-Kapelle in Santa Trinita (1482–1485) in Florenz. Obwohl nicht in Vasaris Viten aufgeführt, wird auch eine Beteiligung Ghirlandaios oder seiner Werkstatt bei den Fresken im Oratorium der Bruderschaft der Buonomini in San Martino in Florenz angenommen (nicht datiert).

## Programm des Freskenzyklus

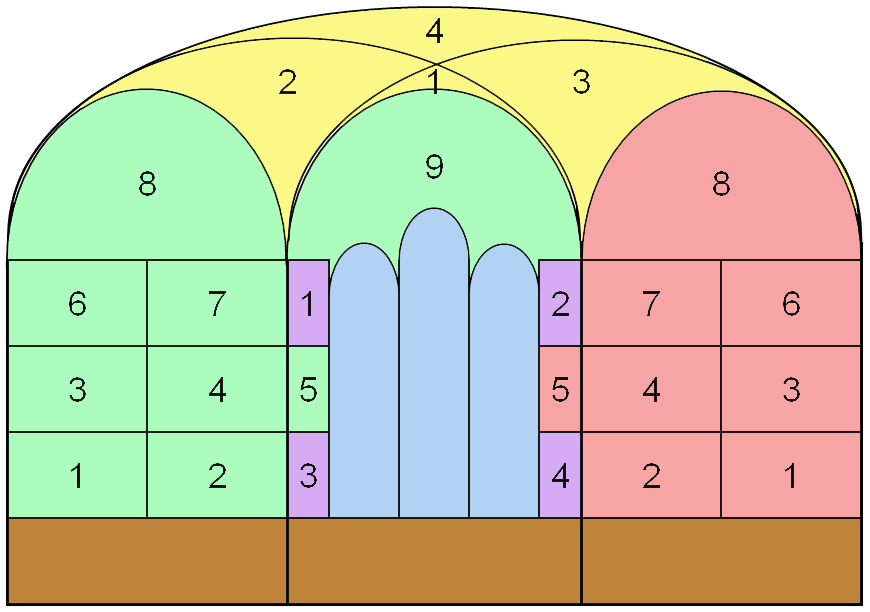
Programm des Freskenzyklus in der Tornabuoni-Kapelle

### Leben der Jungfrau Maria
Die Fresken mit Szenen aus dem Leben der Jungfrau Maria dekorieren die gesamte linke Kapellenwand sowie zwei Felder der Stirnwand. Die Erzählung an der linken Kapellenwand beginnt mit der Vertreibung Joachims aus dem Tempel und der Geburt Mariae in der untersten Zone. Darüber folgen der Tempelgang Mariae und ihre Vermählung mit Joseph. Die Geschichte wird fortgesetzt auf der Stirnwand mit der Verkündigung. Das oberste Bildpaar auf der linken Kapellenwand zeigt die Anbetung der heiligen drei Könige und den Bethlehemitischen Kindermord. In der bekrönenden Lünettenszene ist der Tod und Himmelfahrt Mariae dargestellt. Den Abschluss findet die Erzählung im Lünettenfeld der Stirnwand mit der Krönung Mariae.
1. Vertreibung Joachims aus dem Tempel
2. Geburt Mariae
3. Tempelgang Mariae
4. Vermählung Mariae
5. Mariae Verkündigung (Stirnwand, Mitte links)
6. Anbetung der heiligen drei Könige
7. Bethlehemitischer Kindermord
8. Tod und Himmelfahrt Mariae (Lünette)
9. Krönung Mariae (Stirnwand, Lünette)

Fresken mit Szenen aus dem Leben der Jungfrau Maria, linke Kapellenwand
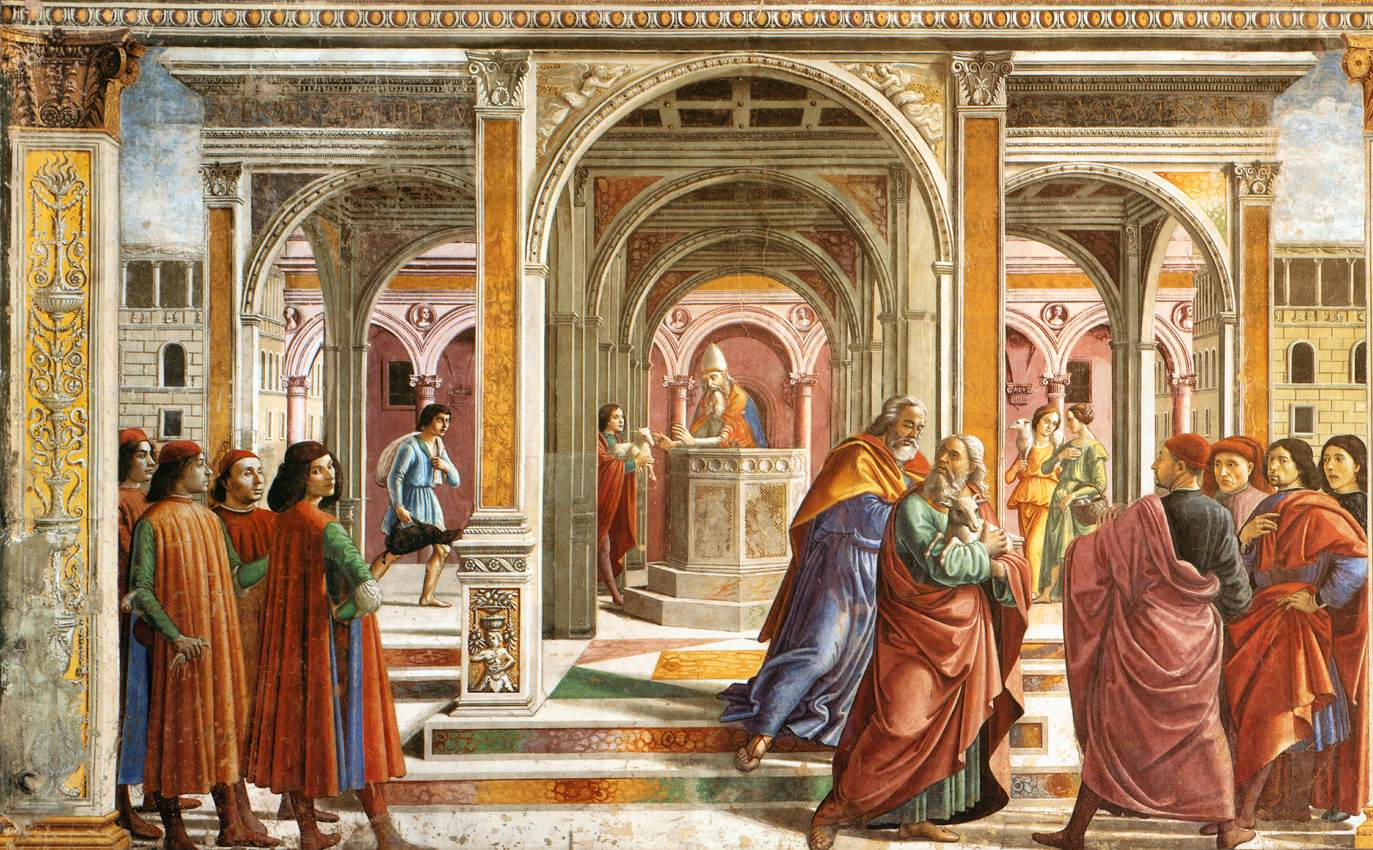
Vertreibung Joachims aus dem Tempel
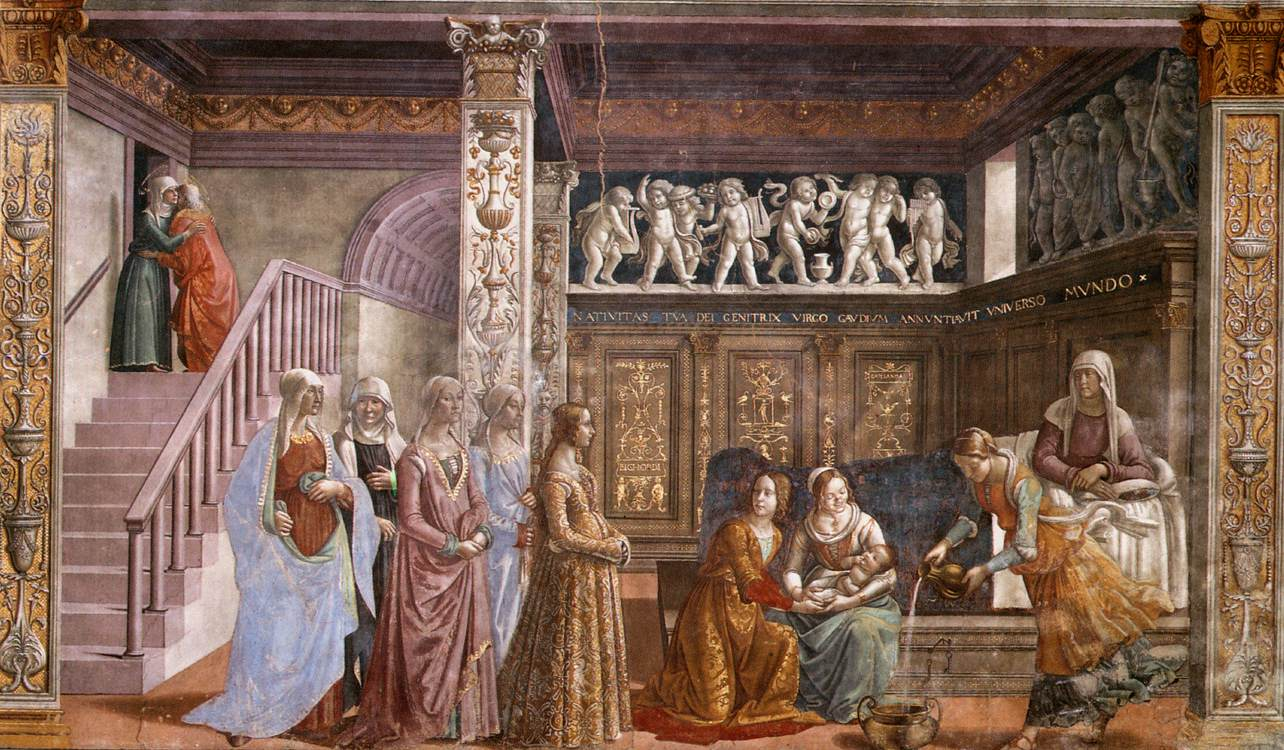
Geburt
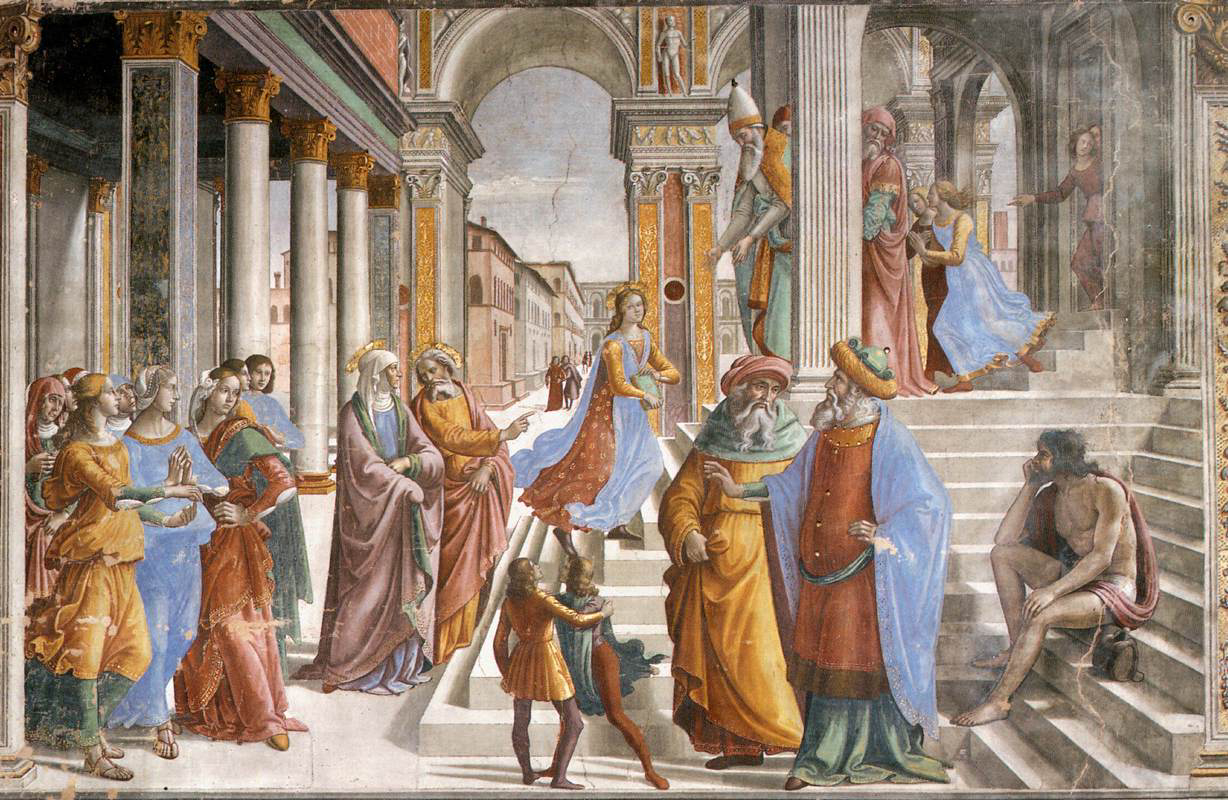
Tempelgang
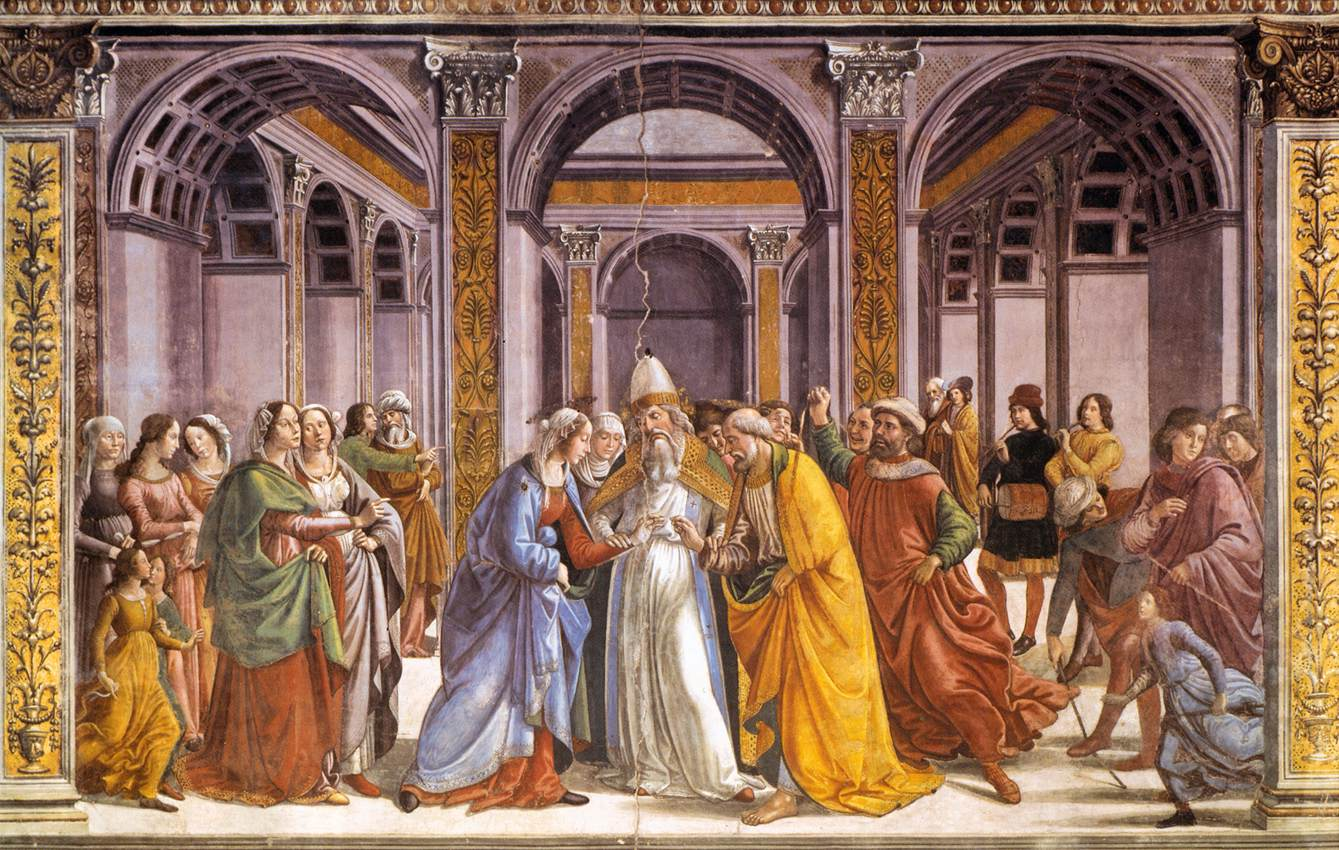
Vermählung
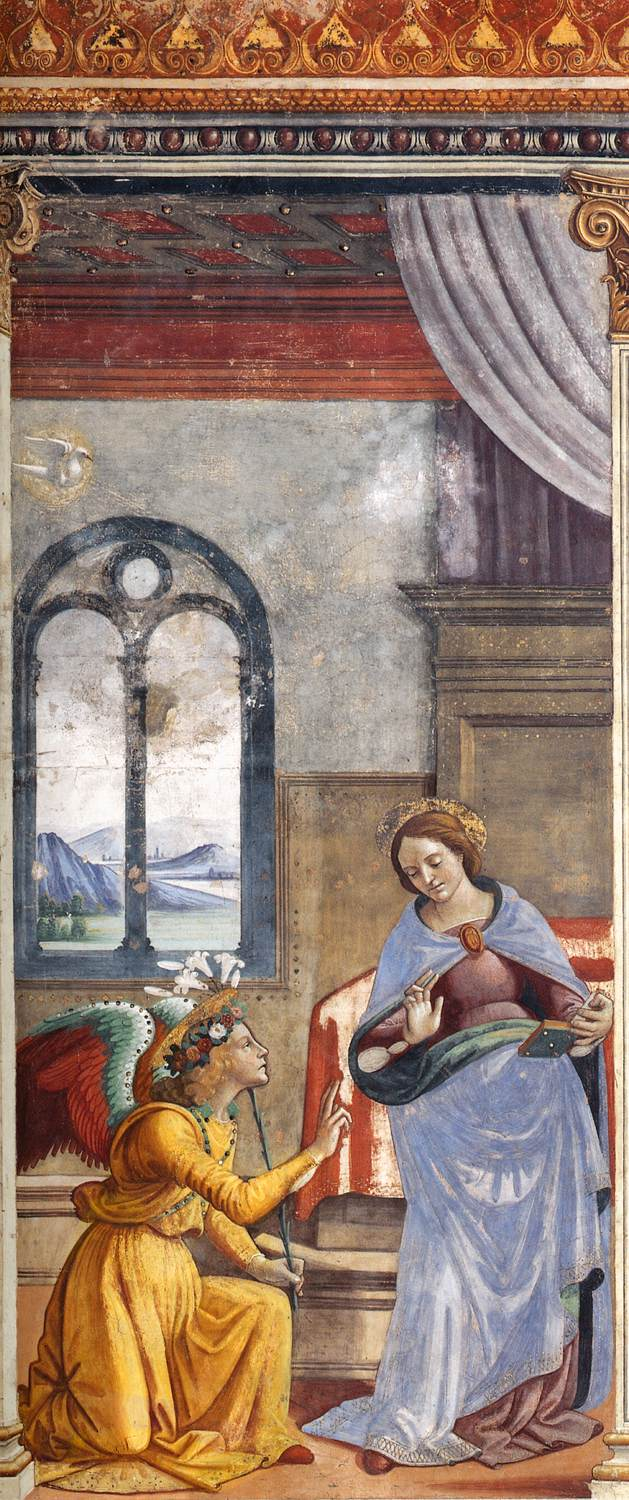
Verkündigung
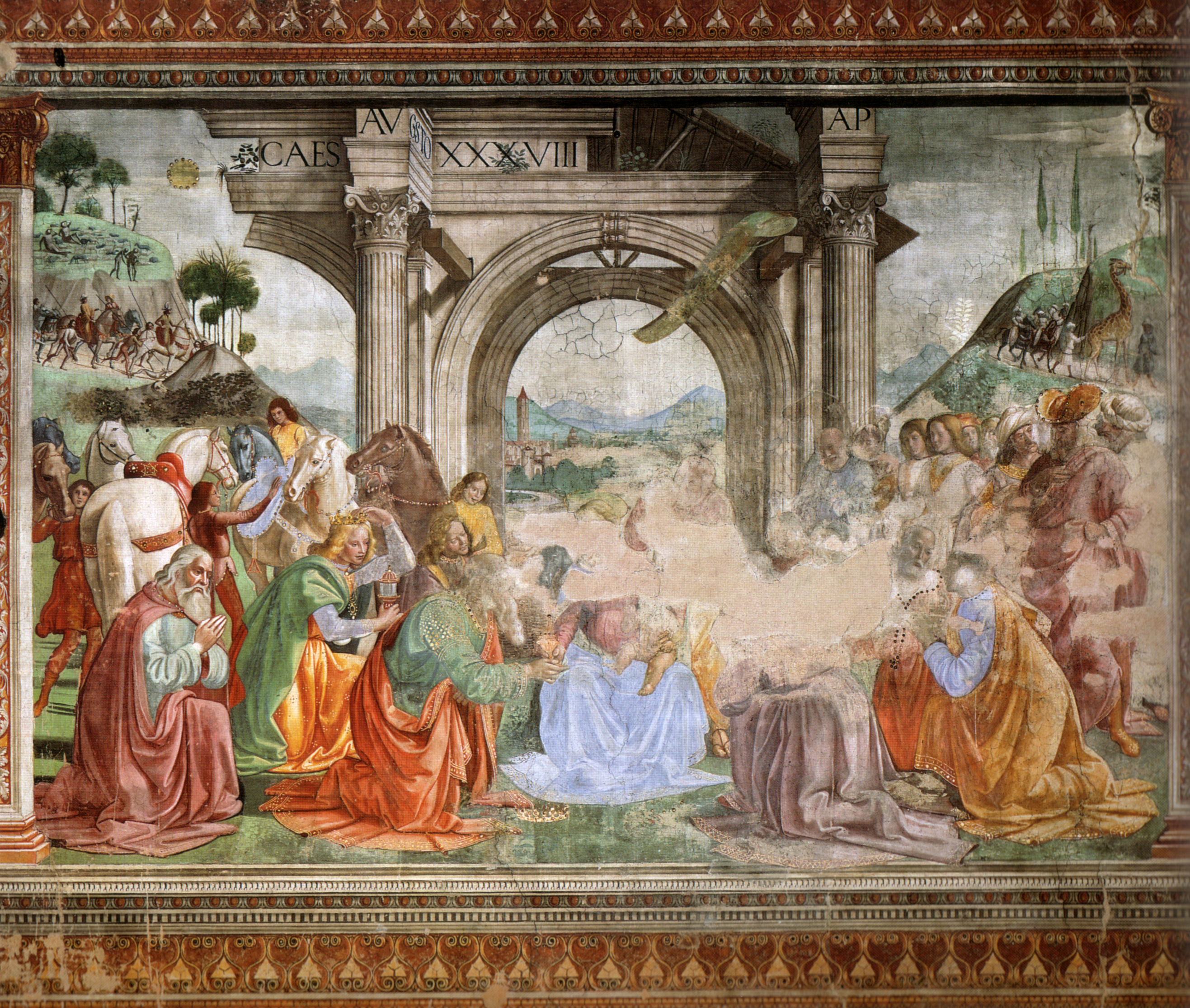
Anbetung der heiligen drei Könige
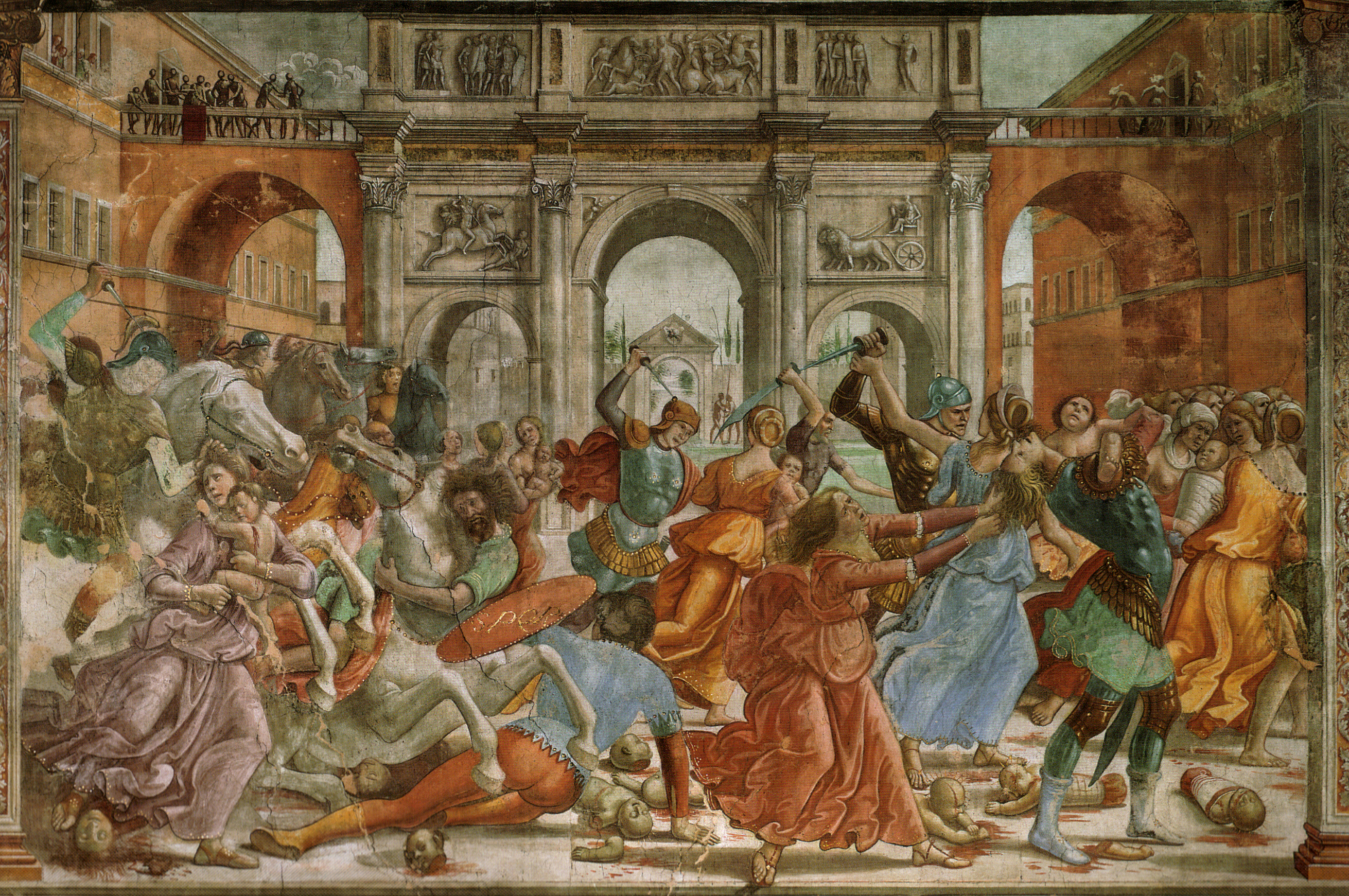
Bethlehemitischer Kindermord

### Leben Johannes des Täufers
Die Fresken mit Szenen aus dem Leben Johannes des Täufers dekorieren die gesamte rechte Kapellenwand sowie ein Feld der Stirnwand mit dem Gang des Johannesknaben in die Wüste. Den Auftakt an der rechten Kapellenwand machen in der untersten Registerzone die Verkündigung an Zacharias auf der rechten Seite und die Heimsuchung Mariae auf der linken Seite. Die Bildfelder darüber zeigen die Geburt Johannes des Täufers und seine Namensgebung. Die Geschichte setzt sich auf der Stirnwand fort mit dem Gang des Johannesknaben in die Wüste. Die Predigt Johannes des Täufers und die Taufe Christi bilden das letzte Register auf der rechten Kapellenwand. Die Erzählung endet mit der Darstellung des Gastmahls des Herodes im spitzbogigen Lünettenfeld.
1. Verkündigung an Zacharias
2. Heimsuchung Mariae
3. Geburt Johannes des Täufers
4. Namensgebung Johannes des Täufers
5. Gang des Johannesknaben in die Wüste (Stirnwand, Mitte rechts)
6. Predigt Johannes des Täufers
7. Taufe Christi
8. Gastmahl des Herodes (Lünette)

Fresken mit Szenen aus dem Leben Johannes des Täufers, rechte Kapellenwand
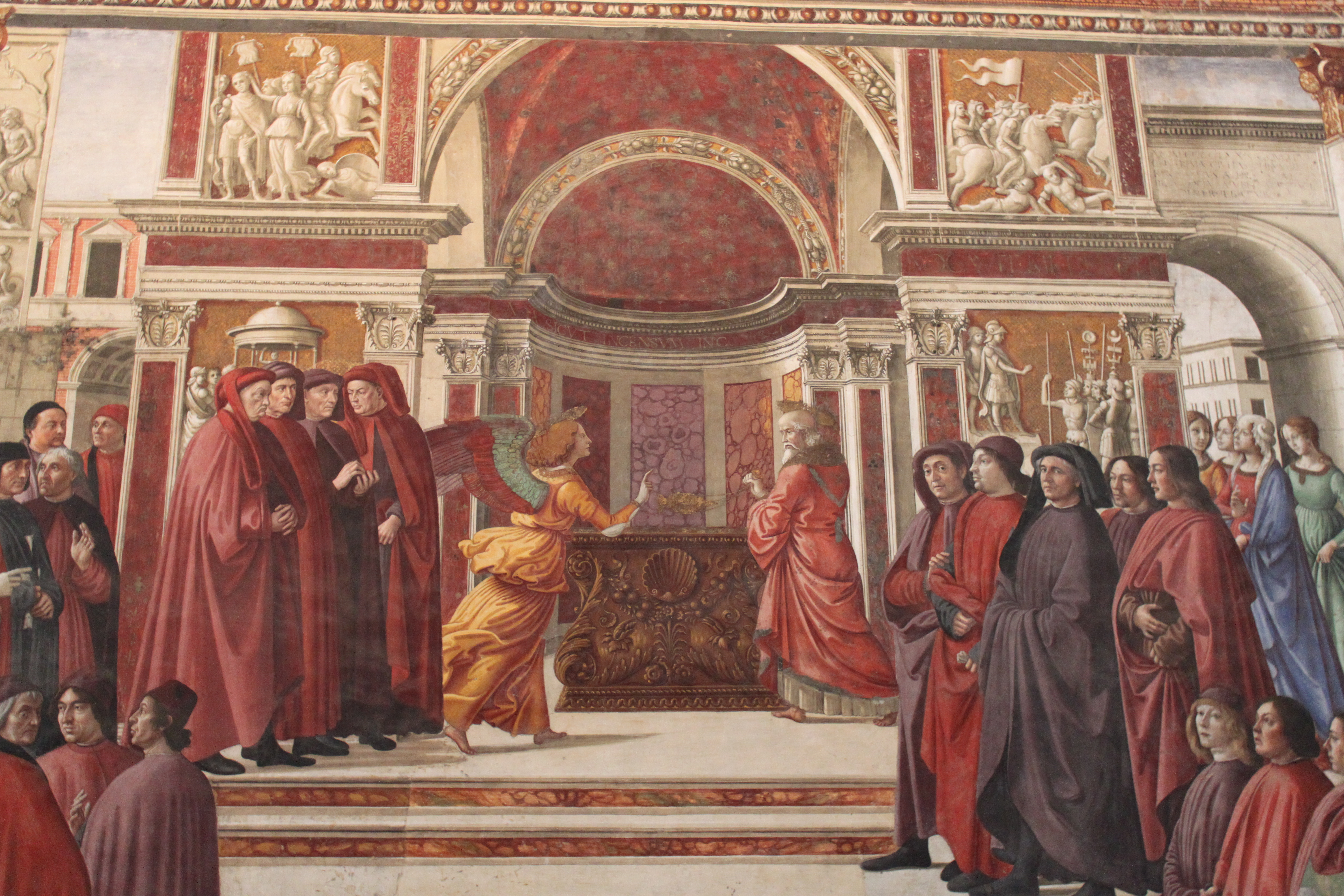
Verkündigung an Zacharias
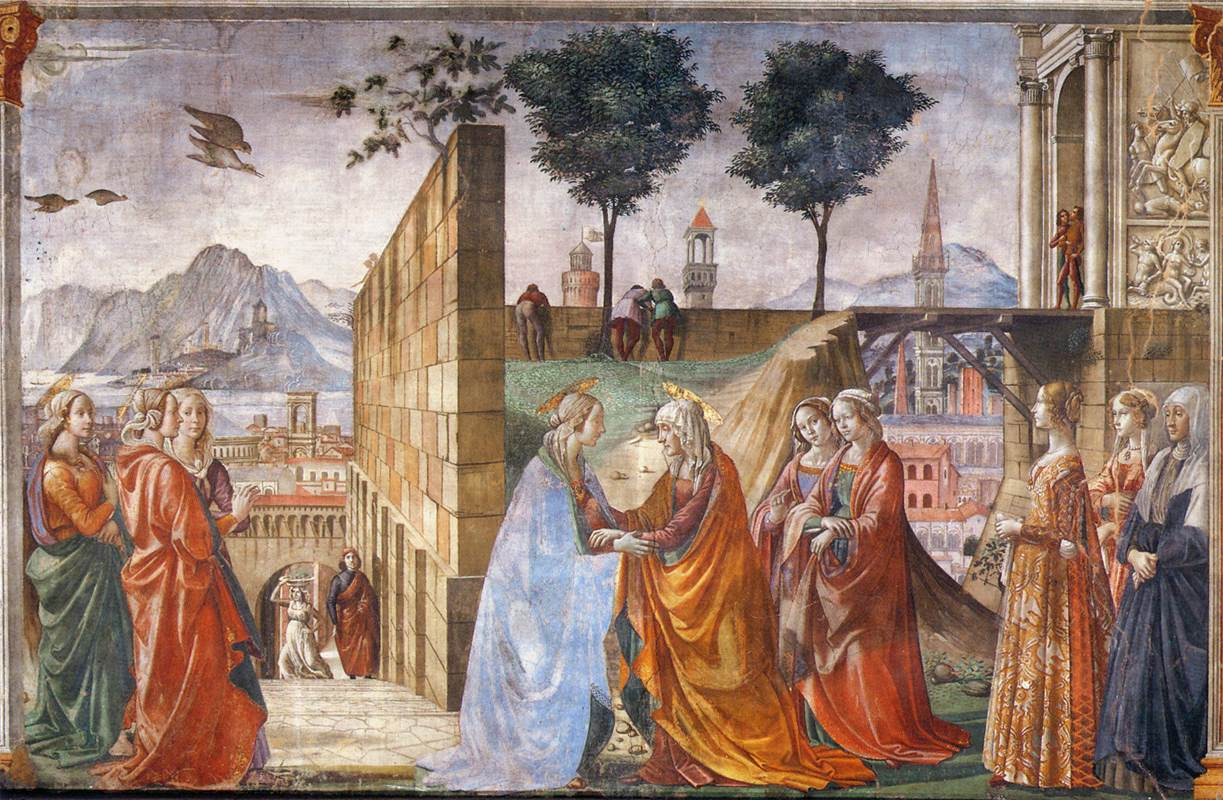
Heimsuchung Mariae
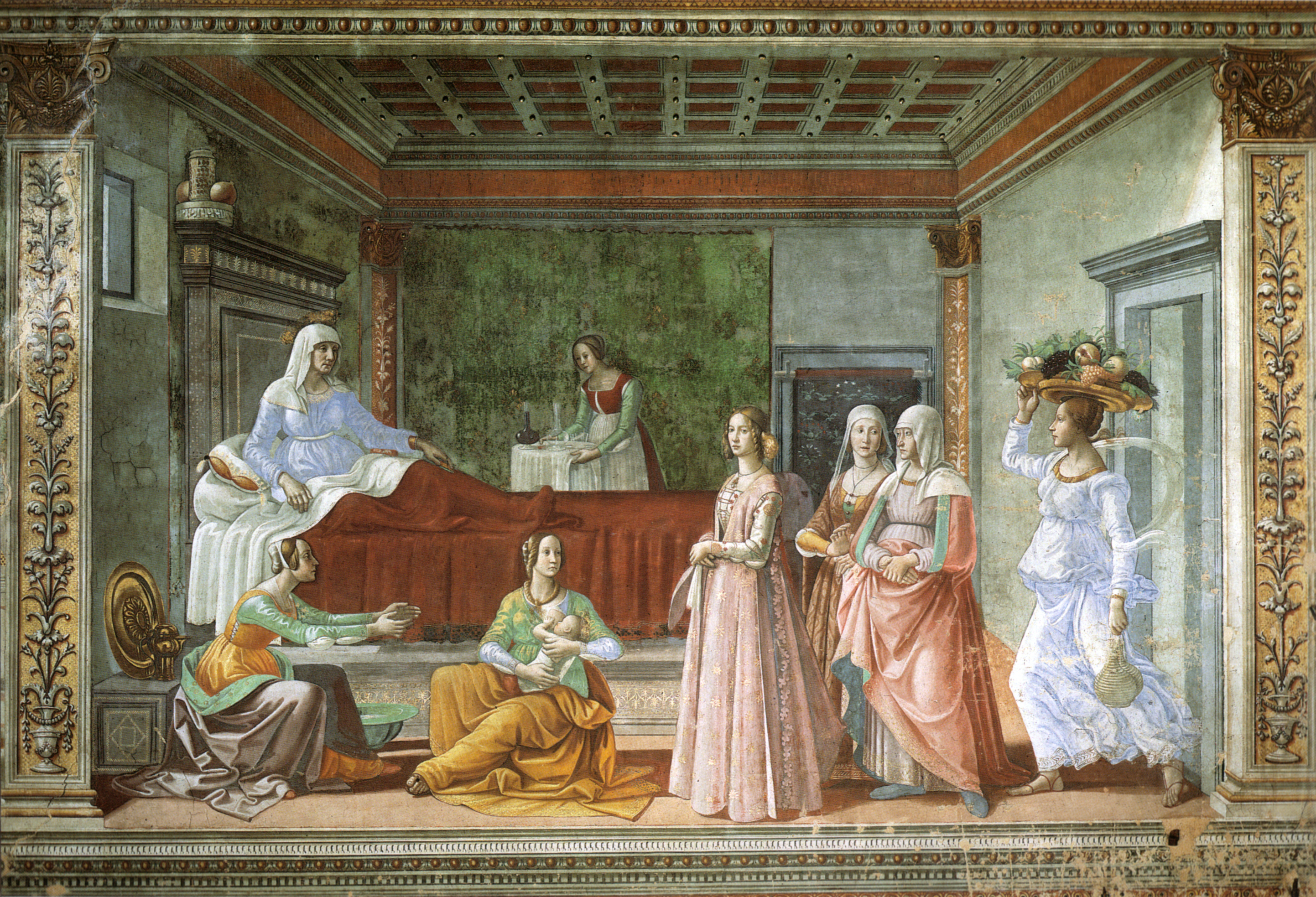
Geburt
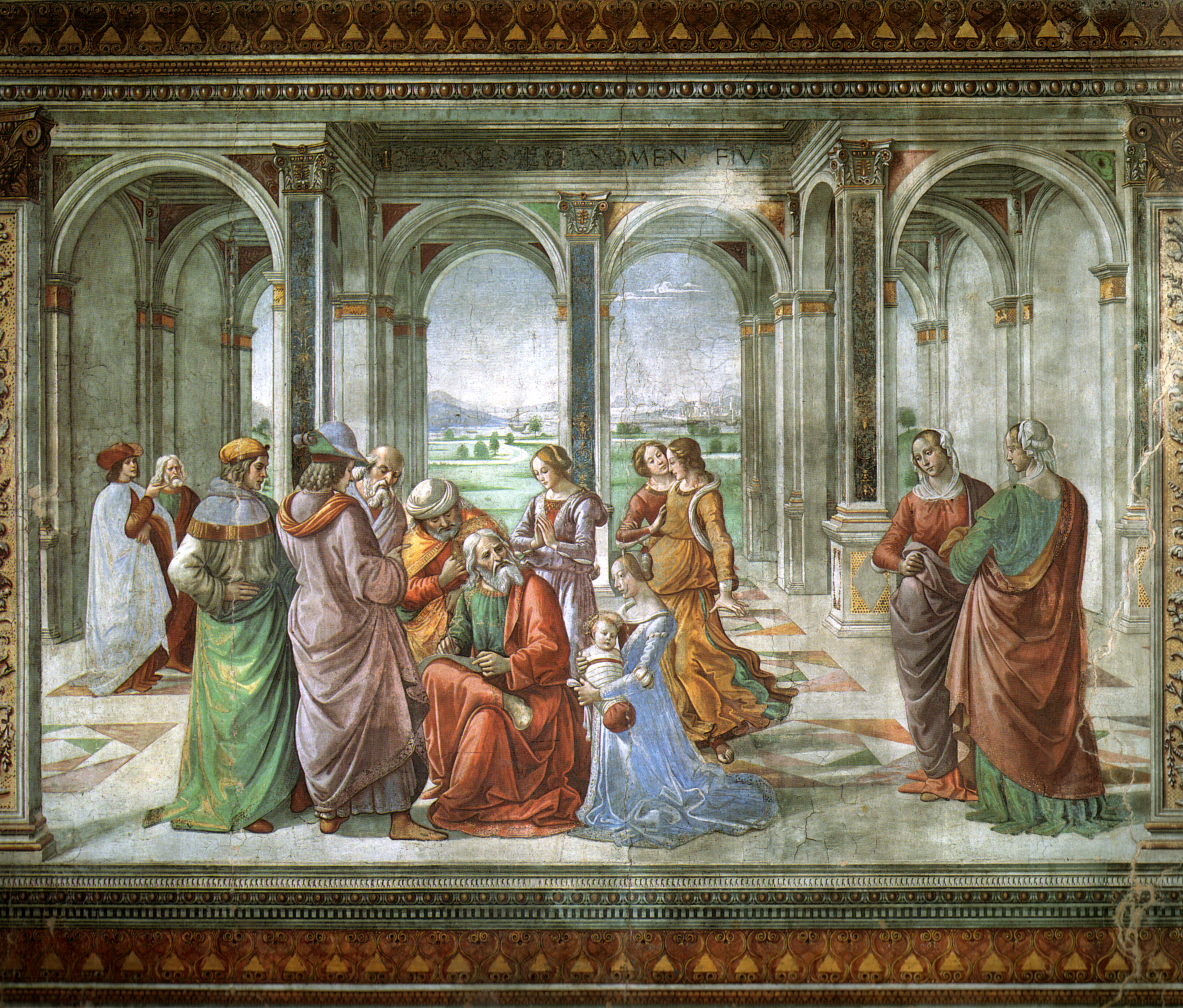
Namensgebung
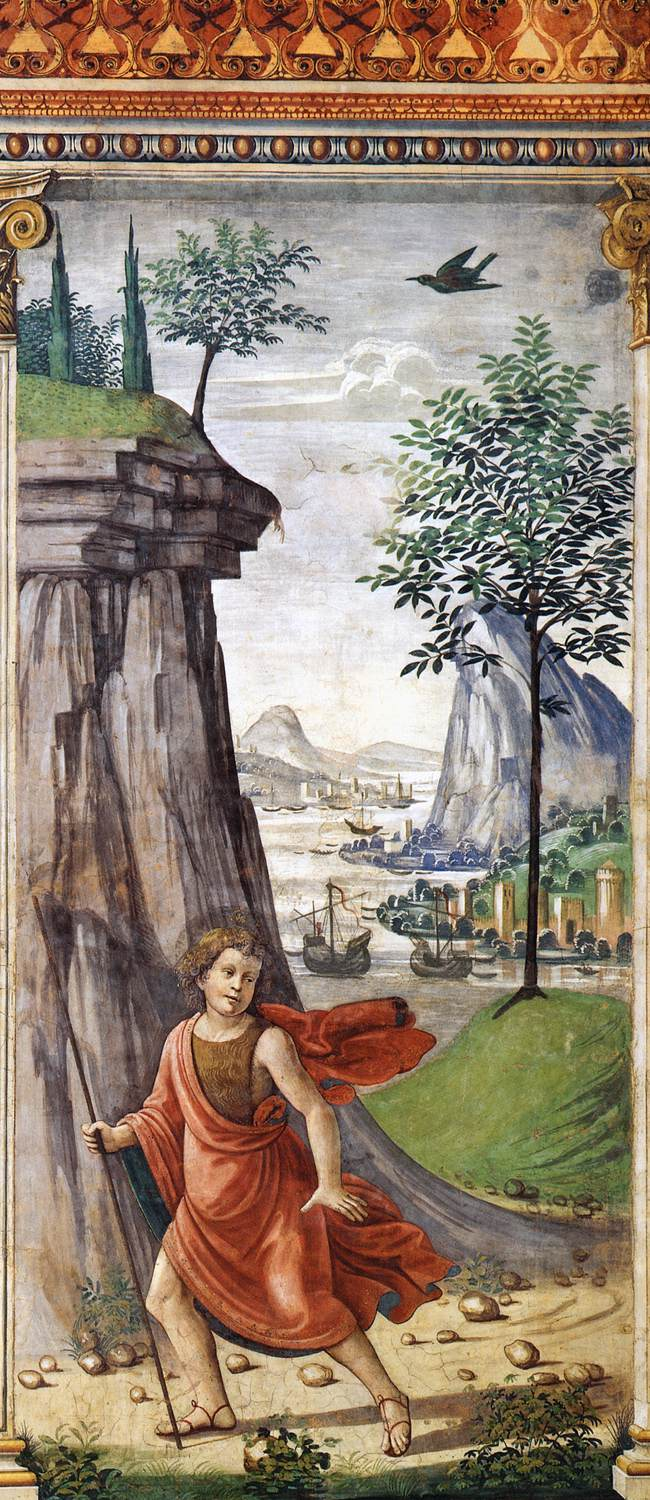
Gang in die Wüste
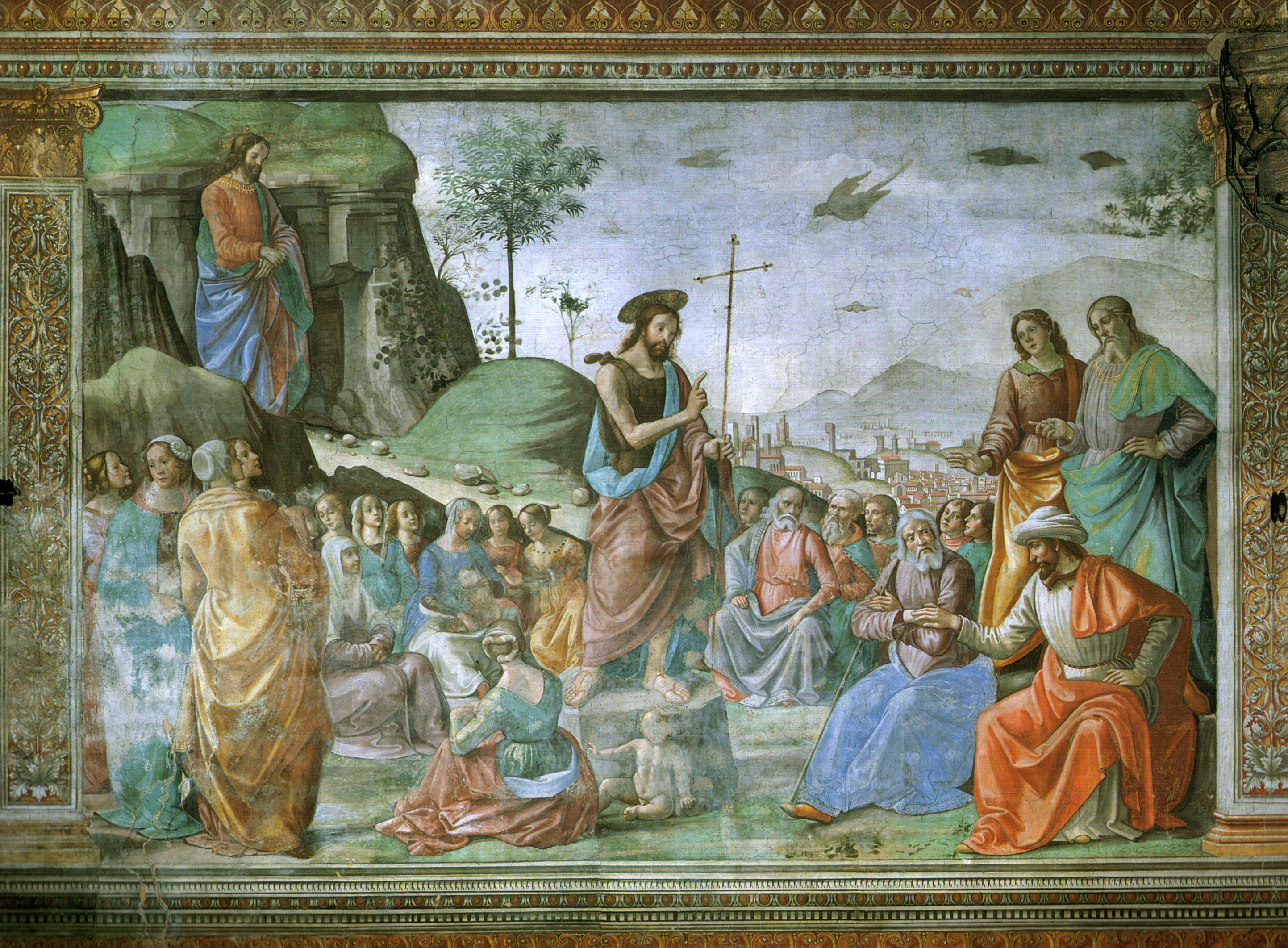
Predigt
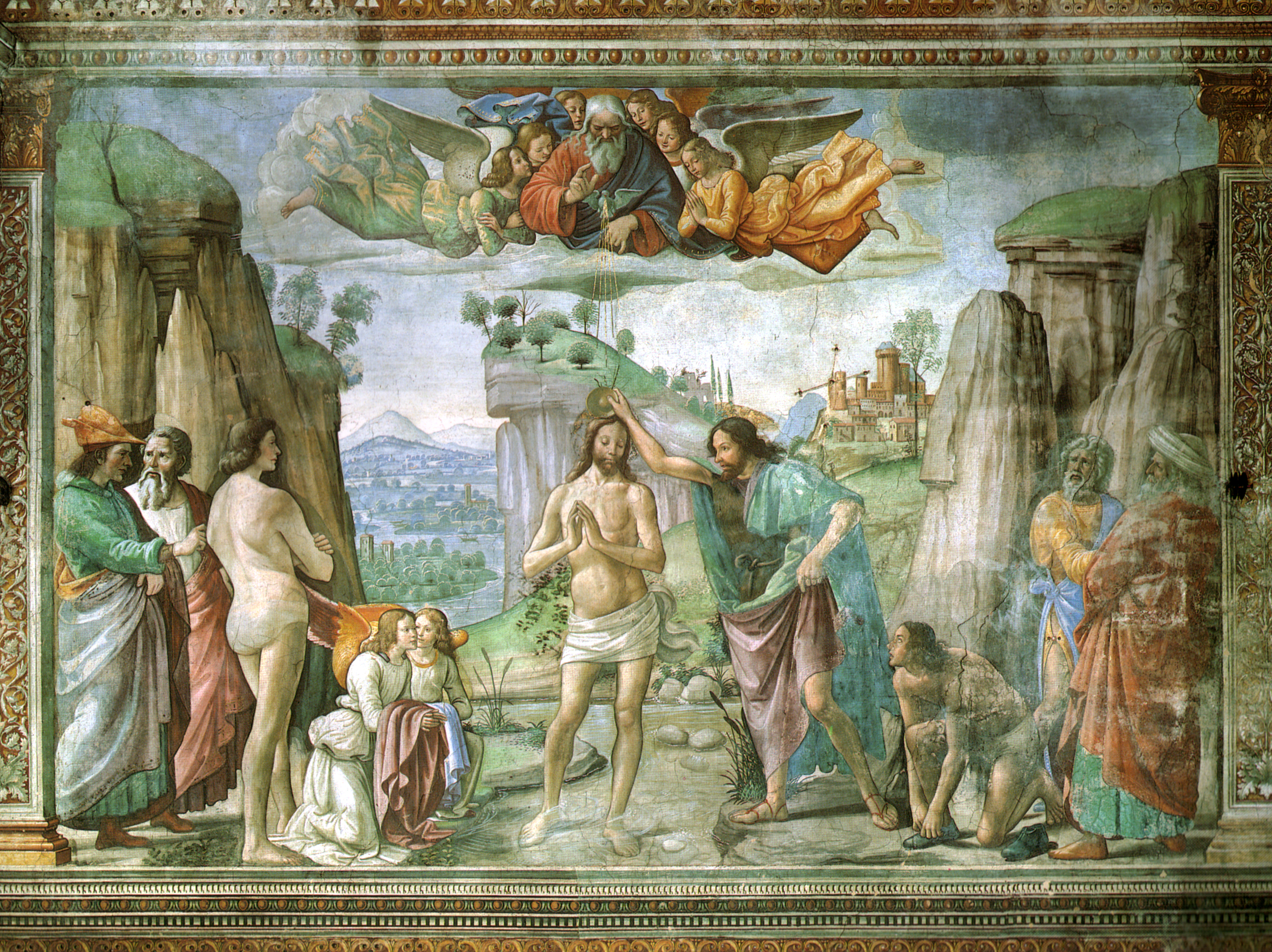
Taufe Christi
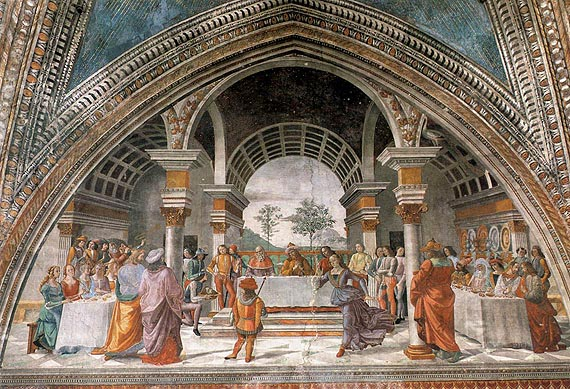
Gastmahl des Herodes

### Stirnseite mit Stifterporträts
Die Stirnwarnd der Kapelle strukturieren drei Glasfenster, die von jeweils drei übereinanderliegenden hochformatigen Fresken flankiert sind. Im untersten Register ist das Stifterehepaar, Giovanni Tornabuoni links und Francesca Pitti rechts, in Gebetshaltung in analog aufgebauten Fresken dargestellt. Die beiden mittleren Register dekorieren Fresken mit Szenen aus dem Leben von Maria und Johannes dem Täufer. Die obersten Register stellen zwei Szenen aus der Geschichte des Dominikanerordens dar: links die Verbrennung von Ketzerschriften durch den heiligen Dominikus, rechts der Tod des heiligen Petrus Martyr. Das abschließende Lünettenfeld ist der Krönung Mariae gewidmet.
1. Verbrennung von Ketzerschriften durch den heiligen Dominikus
2. Tod des heiligen Petrus Martyr
3. Stifterbildnis des Giovanni Tornabuoni
4. Stifterbildnis der Francesca di Luca Pitti

### Evangelisten
In den Gewölbefeldern sind die vier Evangelisten mit ihren jeweiligen Attributen dargestellt.
1. Johannes
2. Matthäus
3. Lukas
4. Markus

Die vier Evangelisten, Gewölbe
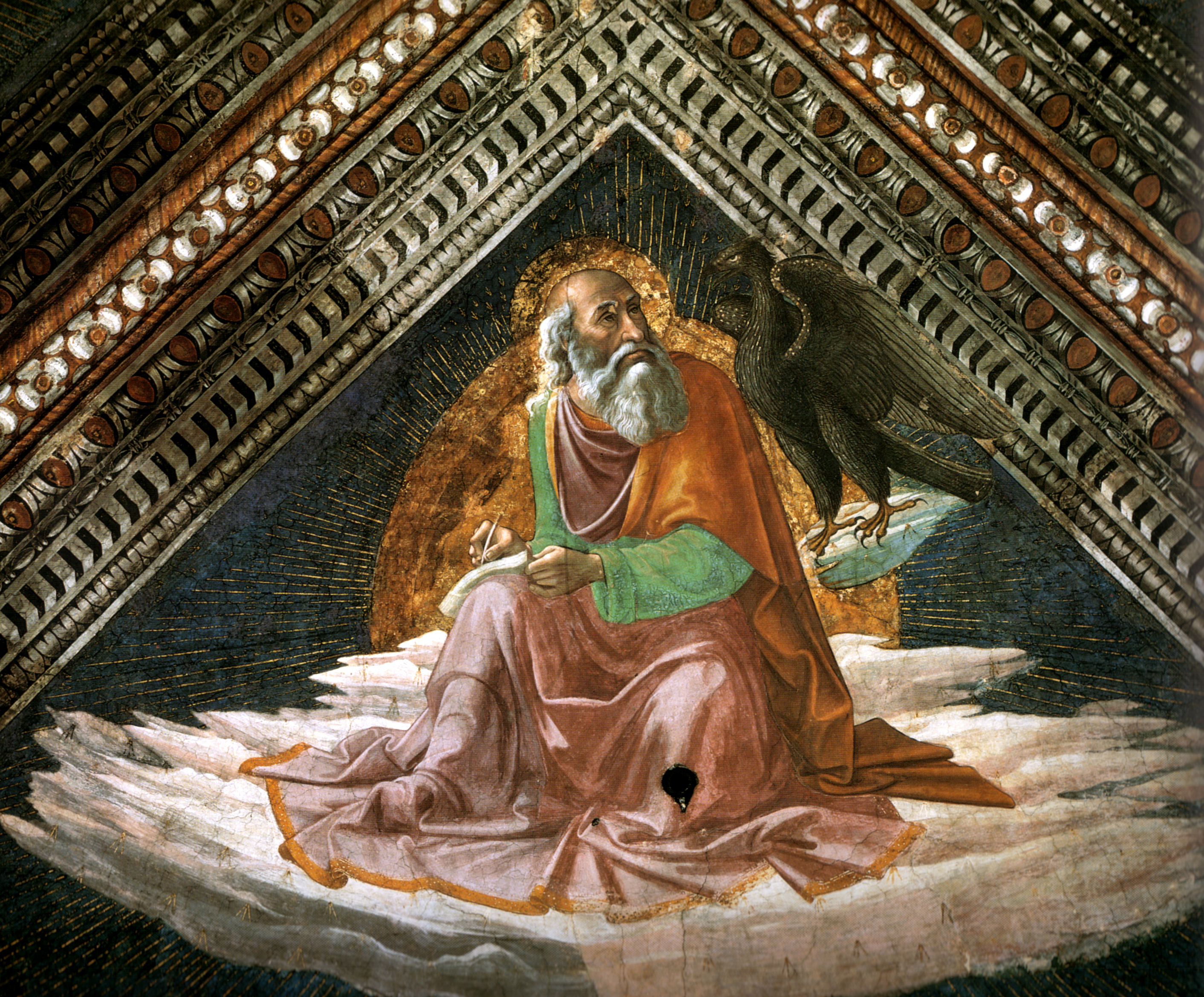
Johannes
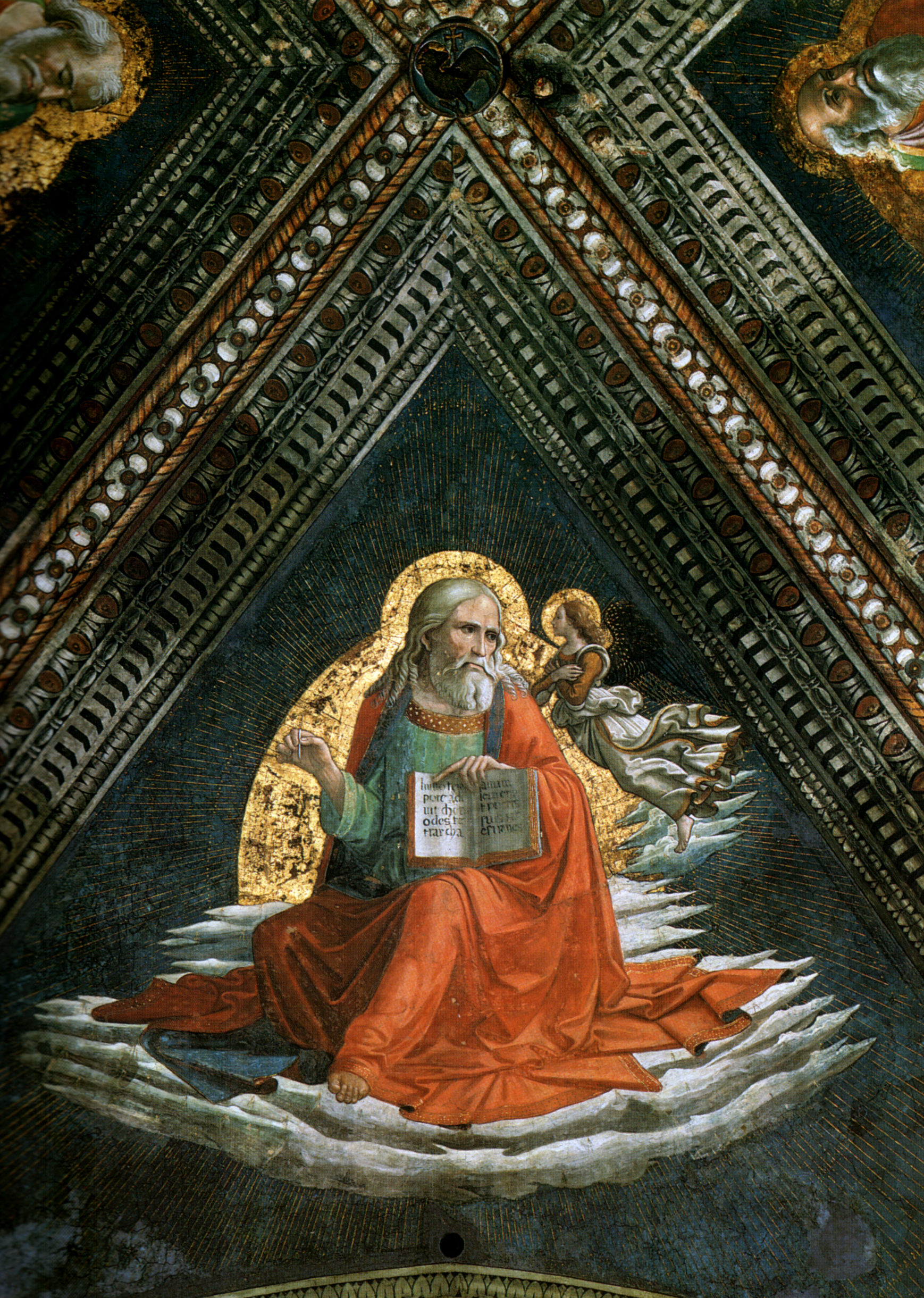
Mattäus
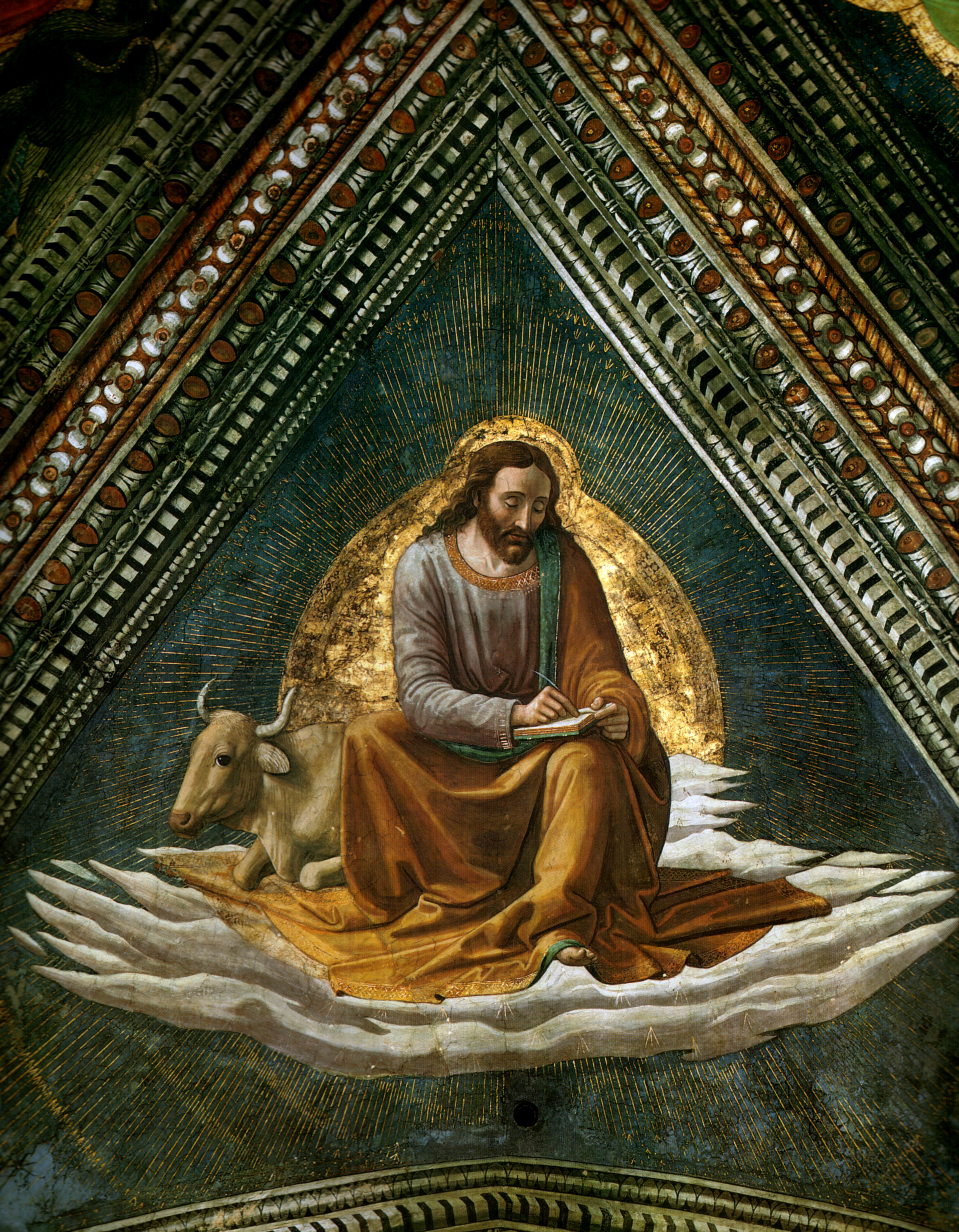
Lukas
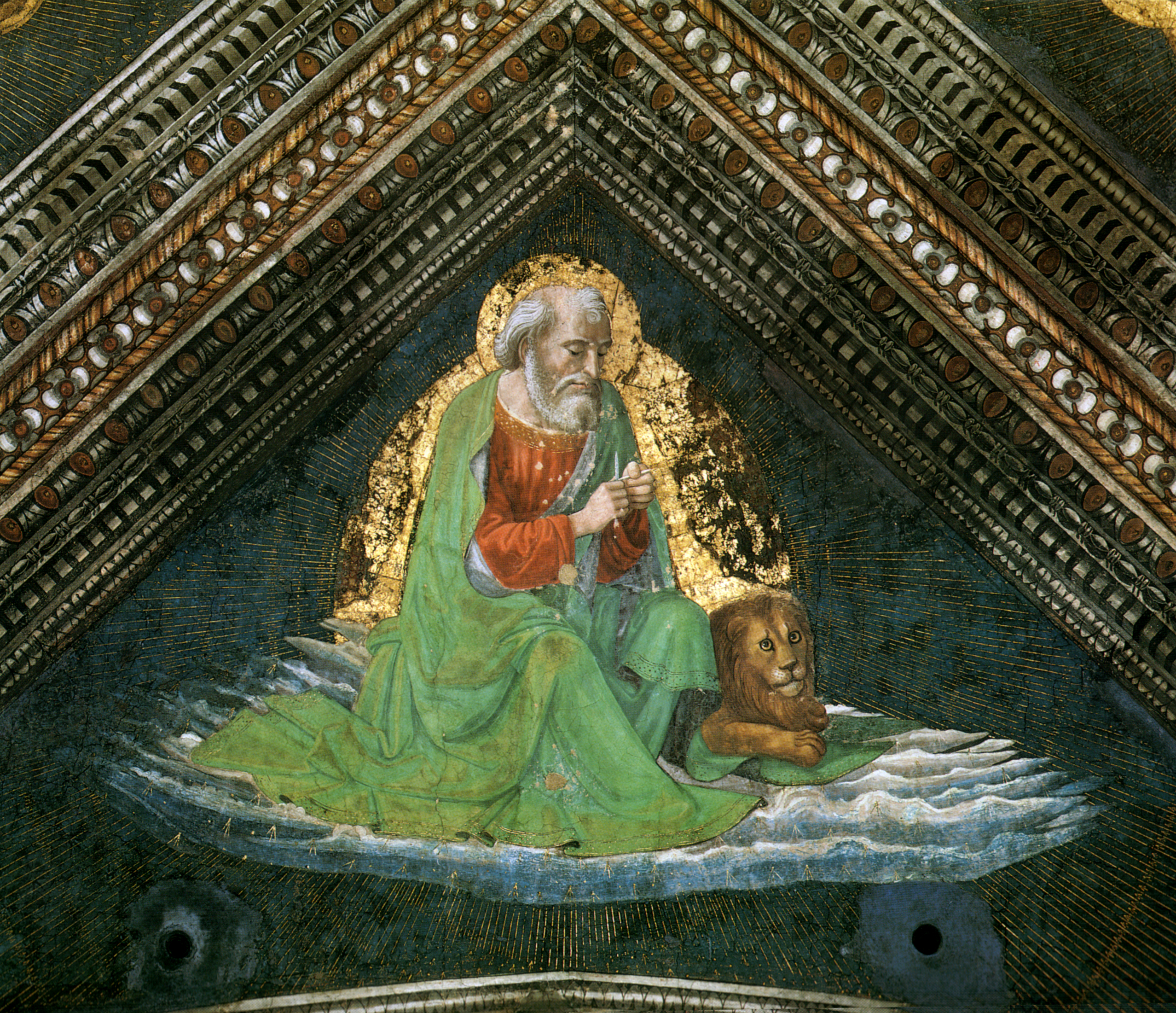
Markus

## Altarbild
Das Altarbild (Pala Tornabuoni), das die Ghirlandaio-Werkstatt nach dem Tod des Meisters 1494 vollendete, ist seit 1804 nicht mehr im Kapellenraum aufgestellt und heute auf verschiedene Museen verteilt. Die innere Mitteltafel mit der Darstellung der Himmlischen Erscheinung der Madonna mit Kind und den hll. Dominikus, Michael, Johannes dem Täufer und Johannes dem Evangelisten (Inv. 1078) sowie zwei der insgesamt sechs hochformatigen Seitenflügel, die Heilige Katharina von Siena (Inv. 1077) und der Heilige Laurentius (Inv. 1076), erreichten 1850 ihren heutigen Ausstellungsort in der Münchner Pinakothek. Die äußere Mitteltafel mit der Auferstehung Christi sowie zwei Flügel, der Heilige Antonius und der Heilige Vincenz Ferrer, gelangten zunächst ins Kaiser-Friedrich-Museum Berlin. Die Mitteltafel wird heute in der Berliner Gemäldegalerie bewahrt (Inv. 75); die beiden Heiligentafeln verbrannten 1945. Der Flügel mit dem Heiligen Stephanus ist heute in der Budapester Gemäldegalerie (Inv. 4914), der Heilige Petrus Martyr in der Fondazione Magnani-Rocca Mamiano di Traversetolo in Parma (Inv. 4). Der Verbleib der Predella ist ungeklärt.